# Дракулина ћерка
Дракулина ћерка (енгл. Dracula's Daughter) амерички је црно-бели хорор филм из 1936. године, режисера Ламберта Хиљера, са Отом Кругером, Глоријом Холден и Маргерит Черчил у главним улогама. Представља директан наставак филма Дракула (1931) и делимично је заснован на краткој причи Брема Стокера, Дракулин гост. Едвард ван Слоун се вратио у улогу професора Абрахама ван Хелсинга, што га чини јединим глумцем који се вратио из првог дела, с тим што је у овом делу његова улога знатно мања.
Модерни извори тврде да се филм темељи на готичком роману Кармила (1872), који је први познати британски роман у коме је главни лик лезбијка. Дејвид О. Селзник откупио је ауторска права Дракуле за продукцијску кућу Метро-Голдвин-Мејер, али је Јуниверсал пикчерс успео да их поврати 1934, с тим што снимање наставка морају почети до октобра 1935, јер се у супротном права враћају кући Мето-Голдвин-Мејер. Јуниверсал пикчерс је због тога ужурбано ушао у процес продукције и до самог почетка снимања се није знало ко ће бити редитељ. Према оригиналном плану филм је требало да режира Џејмс Вејлс, али се продуцент Карл Лимл на крају определио за Ламберта Хиљера.
Филм је премијерно приказан 11. маја 1936. и добио је углавном солидне оцене критичара, мада далеко слабије од свог претходника. Посебне похвале добила је Холден за свој перформанс. Године 2018. филм је добио Награду Сатурн као део ДВД колекције Дракула — Комплетно наслеђе.

## Радња
Након што је на крају претходног дела уништио грофа Дракулу, професор Абрахам ван Хелсинг је ухапшен и осумњичен за убиство. Он покушава да објасни да је Дракула већ био мртав претходних 500 година и да се због тога то не може сматрати убиством. Уместо да унајми адвоката, Ван Хелсинг у помоћ позива свог бившег студента, психијатра Џефрија Гарта, да докаже постојање вампира и тиме покаже да он говори истину.
У међувремену, Дракулина ћерка, горфица Марја Залеска, стиже из Трансилваније и успева да уз помоћ свог слуге украде тело свог оца из мртвачнице. Она намерава да га спали у ритуалу који би са ње скинуо клетву вампиризма.

## Улоге
| Глумац           | Улога                                   |
| ---------------- | --------------------------------------- |
| Ото Кругер       | др Џефри Гарт                           |
| Глорија Холден   | грофица Марја Залеска / Дракулина ћерка |
| Маргерит Черчил  | Џенет Блејк                             |
| Едвард ван Слоун | професор Абрахам ван Хелсинг            |
| Ирвинг Пишел     | Сандор                                  |
| Халивел Хобс     | Хокинс                                  |
| Били Беван       | Алберт                                  |
| Нан Греј         | Лили                                    |
| Хеда Хопер       | госпођа Есме Хемонд                     |
| Клод Алистер     | сер Обри                                |
| Гилберт Емери    | сер Бејзил Хамфри                       |
| Едгар Нортон     | батлер Хобс                             |
| Е. Е. Клајв      | наредник Вилкс                          |
| Фред Волтон      | др Бимиш                                |